# Libert Froidmont
Libert Froidmont (in latino Libertus Fromondus) (Haccourt, 3 settembre 1587 – Lovanio, 28 ottobre 1653) è stato un teologo e scienziato belga. 
Fu amico di Giansenio e corrispondente di Cartesio.

## Biografia
Froidmont fu istruito dai gesuiti nella sua città natale e studiò filosofia a Lovanio, nel collegio Falcon. Diventò amico di Giansenio ma non ne seguì gli studi: andò invece a insegnare ad Anversa e poi ancora a Lovanio. I suoi interessi scientifici lo portarono a pubblicare opere di matematica e fisica.
Cartesio lo considerava un'autorità in fatto di meteore e gli mandò quindi il suo Discorso sul metodo, che conteneva un saggio sulle meteore (Les méteores), nei cui confronti Froidmont fu piuttosto critico. Nonostante la rivoluzione scientifica in corso, Froidmont manteneva un aristotelismo tradizionalista. Mentre insegnava filosofia, si interessò anche di teologia e conseguì un dottorato nel 1628. Avvicinatosi ulteriormente a Giansenio, ne curò la l'opera postuma Augustinus e ne ereditò la cattedra di Scritture a Lovanio.

## Opere

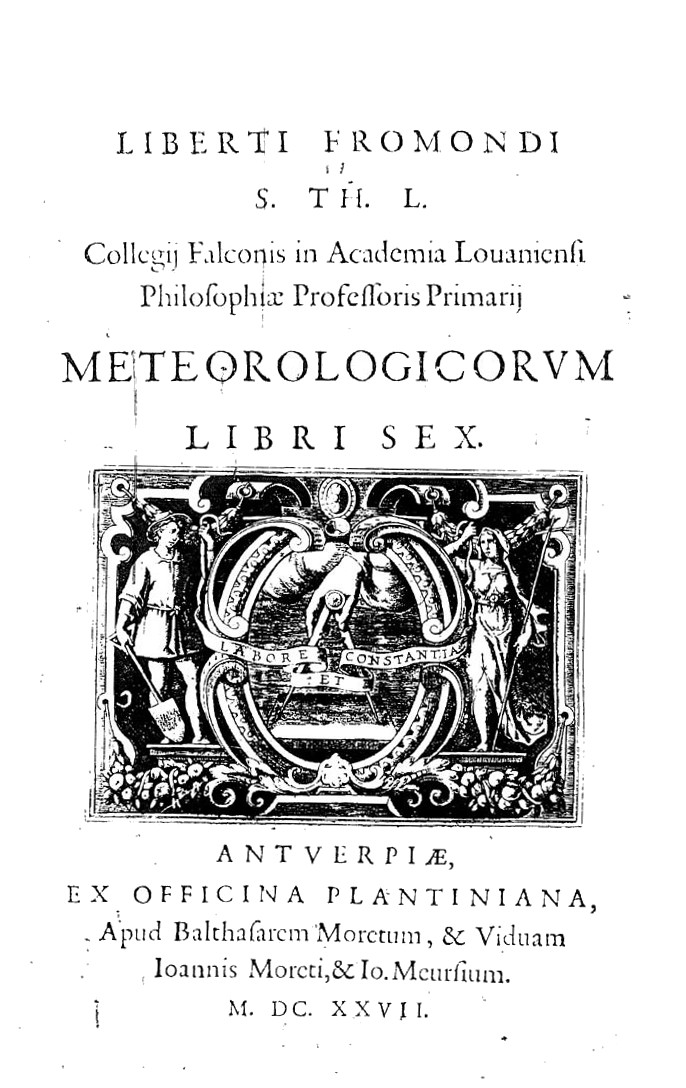
Meteorologicorum libri sex, 1627

- (LA) Libert Froidmond, Meteorologicorum libri sex, Iohannes Moretus, Johannes Meursius, 1627.
- Anti-Aristarchus sive Orbis-terræ immobilis, 1631 (critica del sistema copernicano).
- Philosophia Christiana de Anima, 1649.